# Mehmed Fikretov
Mehmed Fikretov –en búlgaro, Мехмед Фикретов– (8 de noviembre de 1986) es un deportista búlgaro que compitió en halterofilia. Ganó dos medallas de bronce en el Campeonato Europeo de Halterofilia, en los años 2005 y 2008.
En junio de 2008 dio positivo por metandienona (un esteroide anabólico) junto con otros diez halterófilos búlgaros, y fue suspendido por cuatro años.

## Palmarés internacional
| Campeonato Europeo | Campeonato Europeo          | Campeonato Europeo | Campeonato Europeo |
| Año                | Lugar                       | Medalla            | Categoría          |
| ------------------ | --------------------------- | ------------------ | ------------------ |
| 2005               | Sofía (Bulgaria)            | Medalla de bronce  | 69 kg              |
| 2008               | Lignano Sabbiadoro (Italia) | Medalla de bronce  | 69 kg              |